# Baryceros persimilis
Baryceros persimilis là một loài tò vò trong họ Ichneumonidae.